# Eufemia Teichmann
Eufemia Teichmann (ur. 1939 w Batorzu) – polska profesor ekonomii, wykładowczyni i dyplomata, w latach 1996–2001 ambasador RP na Litwie.

## Życiorys
Ukończyła studia w Szkole Głównej Planowania i Statystyki (1961), po czym pracowała jako wykładowca akademicki na macierzystej uczelni. Specjalizowała się w tematyce transportu i spedycji. W 1990 uzyskała tytuł profesor nauk ekonomicznych. Dziekan Wydziału Handlu Zagranicznego (1990–1992) oraz Kolegium Gospodarki Światowej SGH (1992–1996). Twórczyni polsko-litewskiego programu edukacyjnego „Inicjatywa Akademicka Wschód”. W 1996 została mianowana ambasadorem RP na Litwie (urząd pełniła do 2001). Obecnie jest pracownikiem SGH i stoi na czele uczelnianego Zakładu Badań nad Gospodarką Państw Bałtyckich (Instytutu Gospodarki SGH).
Wypromowała co najmniej troje doktorów, m.in. Małgorzatę Runiewicz-Wardyn. Wśród jej uczniów był także Wacław Oleksy.
W 1997 odznaczona Krzyżem Komandorskim Orderu Wielkiego Księcia Giedymina. W 2016 otrzymała odznakę honorową Ministerstwa Kultury i Dziedzictwa Narodowego „Zasłużony dla kultury polskiej”.

## Wybrane publikacje
- (wraz z Ignacym Tarskim i Włodzimierzem Januszkiewiczem), Międzynarodowe przewozy kontenerowe: zagadnienia ekonomiczne i organizacyjne, Wydawnictwa Komunikacji i Łączności, Warszawa 1972.
- Koszt transportu w handlu międzynarodowym (ze szczególnym uwzględnieniem handlu zagranicznego Polski), SGPiS, Warszawa 1975
- Rozszerzona Unia Europejska i jej wschodni sąsiedzi. Pierwsze doświadczenia współpracy, Szkoła Główna Handlowa – Oficyna Wydawnicza, Warszawa 2005.
- (red.) Region Morza Bałtyckiego i Białoruś – czynniki konkurencyjności, Szkoła Główna Handlowa. Oficyna Wydawnicza, Warszawa 2007.
- Bałtyckie i wschodnie pogranicze Unii Europejskiej: wybrane zagadnienia, Szkoła Główna Handlowa. Oficyna Wydawnicza, Warszawa 2008.